# Full Blown Chaos
Full Blown Chaos est un groupe américain de metalcore, originaire de Floral Park, dans le Queens, New York.

## Histoire
Le groupe est formé en 1997 dans le Queens et se composait du guitariste Mike Facci, du batteur Jeff Facci, du bassiste Ed Conroy et du chanteur Chris Morgan. Morgan est remplacé par Joe White, qui est remplacé peu après par Ray Mazzolla. Ils produisent sont ensuite en concert avec Sworn Enemy, Figure Four, Hatebreed, All Out War et Death Threat. En 2001, un premier EP éponyme sort chez Jailhouse Records, le label du bassiste Conroy. En assurant la première partie de Sepultura et Voivod en avril 2003 en Amérique du Nord, le groupe accroît sa notoriété. En février 2004, ils partent en tournée avec Six Feet Under. Ensuite sort l'EP Prophet of Hostility, enregistré dans les Sound Investment Studios à Scranton, en Pennsylvanie. Il est suivi peu de temps après par le premier album Wake the Demons qui sort, comme l'EP précédent, chez Stillborn Records, le label du chanteur de Hatebreed Jamey Jasta. Il fait ensuite l'objet d'une tournée américaine en septembre et octobre, en compagnie de Shadows Fall, Candiria et All That Remains. Puis, du 6 au 22 décembre, ils partent en tournée en Amérique du Nord avec Hatebreed, Terror et No Warning.
En 2005, le groupe donne près de 300 concerts. Mike « Lurk » Ruehle rejoint le groupe en tant que bassiste. Le groupe commence l'année par une tournée aux États-Unis avec Bury Your Dead, Freemonitions of War et Walls of Jericho en janvier et février. En avril et mai, d'autres concerts américains suivent avec God Forbid, Caliban et It Dies Today. En été, le groupe joue aux États-Unis avec Sown Enemy, Scars of Tomorrow, Winter Solstice et Agents of Man. Le groupe donne de nouveaux concerts avec God Forbid en juillet, et joue également avec Himsa. En novembre, le groupe mène la tournée Hatebreed 10 Years of Brutality, à laquelle participent également Most Precious, Gizmachi, If Hope Dies et Manntis. En décembre, le groupe se rendu en Europe, où il joue avec Agnostic Front, Hatebreed, Napalm Death, Born from Pain et The Red Chord. En 2005, le groupe joue également avec des groupes comme Slipknot, Superjoint Ritual et Chimaira. En février 2006, le groupe enregistre l'album Within the Grasp of Titans avec le producteur Erich Rachel dans les studios Trax East dans le New Jersey, qui sort la même année. Après avoir joué aux États-Unis en avril et mai avec The Classic Struggle et Exodus, le groupe participe à l'Ozzfest. En septembre et octobre, ils font une tournée européenne avec God Forbid, Maroon, Heaven Shall Burn, Cataract, Purified in Blood et A Perfect Murder. Une autre tournée européenne suivent en novembre, à laquelle participent également Unearth et Hatebreed. La tournée comprend des concerts en Allemagne, au Danemark, aux Pays-Bas, en Italie, en France, en Suisse, en Autriche, en Grande-Bretagne et en Belgique.
En avril et mai 2007, d'autres concerts européens suivent avec No Turning Back et Terror, avec des représentations aux Pays-Bas, en France, en Espagne, en Allemagne, en Italie, en Pologne, en Norvège, en Belgique et en Grande-Bretagne. Début septembre 2007, l'album suivant Heavy Lies the Crown est publié, avant le départ du groupe en tournée aux États-Unis avec Obituary et Alabama Thunderpussy. En 2008, le groupe participe au New England Metal and Hardcore Festival. Le groupe avait déjà joué à ce festival en 2003, 2004, 2005 et 2006. En 2011, un nouvel album éponyme sort chez Ironclad Recordings.

## Style musical
Selon Matthias Weckmann du Metal Hammer, leur album Within the Grasp of Titans se distingue nettement de son prédécesseur, qui présentait encore un mélange de riffs de thrash metal à la Pantera et Slayer avec du punk hardcore. Dans sa critique sur Heavy Lies the Crown, Jan Fleckhaus du Metal Hammer déclare que le groupe continuait dans le style de ses prédécesseurs et jouait du punk hardcore new-yorkais. Sur l'album, il y a comme d'habitude « des riffs ultra-rapides, des moshers groovy, de nombreux breakdowns. » De plus, une influence thrash metal se fait bien entendre.
Dans sa critique sur Within the Grasp of Titans, Tobias Ernst du Ox-Fanzine compare le groupe à Hatebreed en termes de son et de voix. Dans sa critique de l'album suivant Heavy Lies the Crown, Ernst considère que beaucoup de choses avaient changé depuis sa dernière critique. Les chansons sont désormais moins simplistes ; il est maintenant surtout fasciné par la structure des chansons. En outre, les éléments metal sont désormais plus apparents, ce qui se remarque à la batterie et à l'utilisation de solos de guitare. Le titre de la chanson, qui est le même que celui de l'album, provient d'une expression utilisée par un fan lors d'une conversation avec Ray Mazzola, qui l'a tellement impressionnée qu'il a incorporé cette expression dans sa musique.

## Discographie

### Albums studio
- 2004 : Wake the Demons (Stillborn Records)
- 2006 : Within the Grasp of Titans (Stillborn Records)
- 2007 : Heavy Lies the Crown (Ferret Music)
- 2011 : Full Blown Chaos (Ironclad Recordings)

### EP
- 2001 : Full Blown Chaos (Jailhouse Records)
- 2004 : Prophet of Hostility (Stillborn Records)